# بير باكن
بير باكن (بالنرويجية البوكمول: Per Bakken)‏ هو متزحلق نرويجي، ولد في 26 أكتوبر 1882 في Trysil ‏ في النرويج، وتوفي في 11 أغسطس 1958.